# 佃小橋
佃小橋（つくだこばし）は、佃川支川に架かる橋である。橋の両岸とも東京都中央区佃1丁目である。

## 概要
外観は、朱塗りである。欄干の柱の上に、装飾として擬宝珠が設けられているなど、歴史的な意匠が施されている。
- 橋長 : 12.5m
- 架橋 : 1984年(昭和59年)3月
- 上部工形式 : PC単純I桁橋
- 橋種 : RC橋
- 管理者 : 中央区

## 付近の鉄道路線
- 月島駅
  - 東京地下鉄(東京メトロ)有楽町線
  - 都営地下鉄(東京都交通局)大江戸線

## 橋周辺

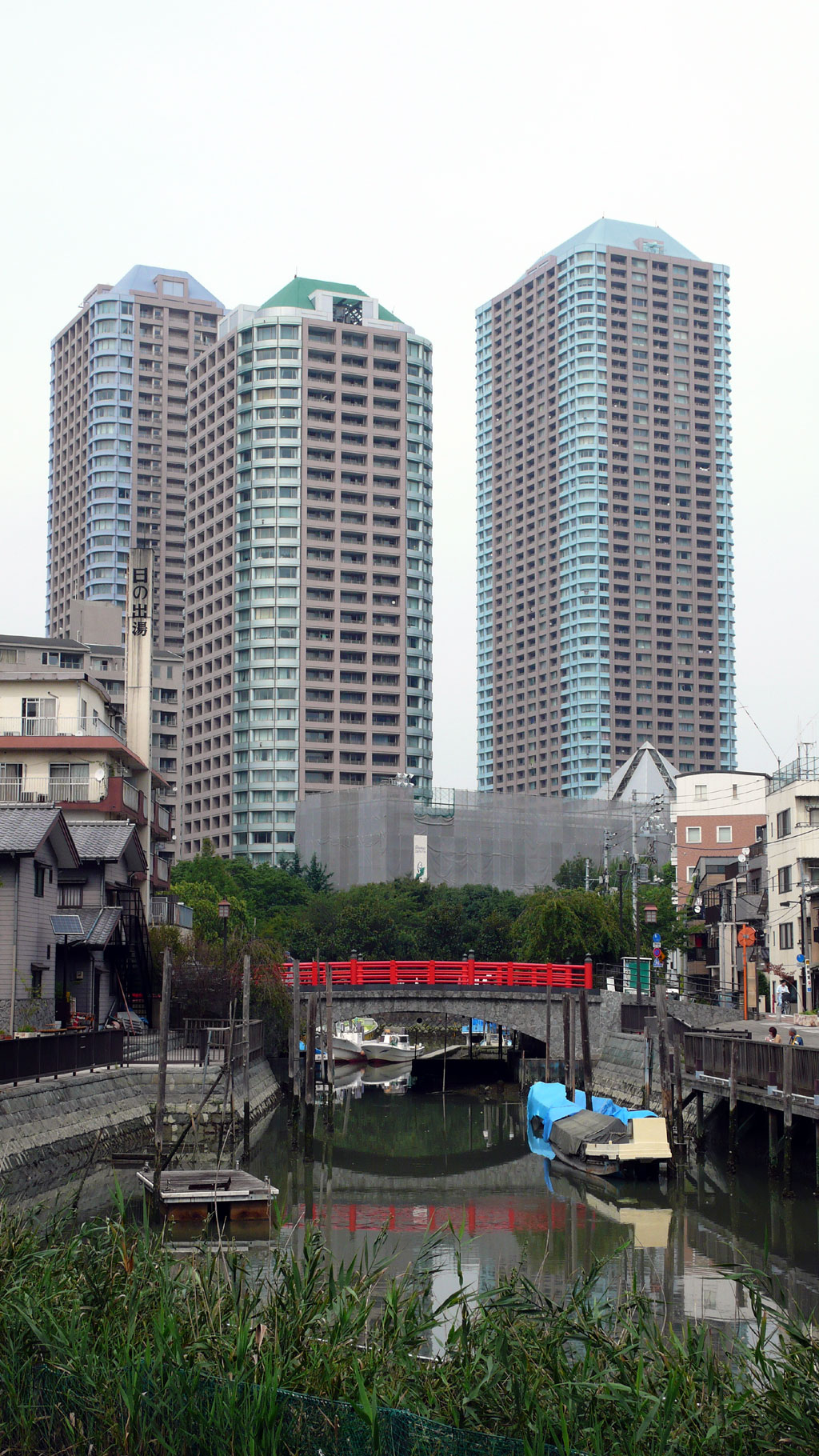
佃小橋と大川端リバーシティ21

- 佃小橋の下の、佃川支川の川底には、3年に1度行われる住吉神社の例大祭に用いる「抱木」(大幟の柱)が、保存のため埋設されている。例大祭の際には掘り起こされる。佃小橋から見ることができる位置には、佃住吉講によって、このことを知らせる案内板が設置されている。
- 所在地である佃の象徴的な風景として、佃小橋と大川端リバーシティ21の超高層マンション群をあわせた風景が撮影されたり、佃小橋の上からの風景が撮影されることが多く、公開されているものも多い。